# Rascló de l'Ascensió
El rascló de l'Ascensió (Mundia elpenor) és un ocell extint de la família dels ràl·lids (Rallidae) i única espècie del gènere Mundia (Bourne, Ashmole et Simmons, 2003). Probablement habitava les zones desèrtiques de l'illa de l'Ascensió i potser es va extingir després de la introducció de gats fers en 1815.

## La descripció de l'ocell feta per Peter Mundy
L´any 1656 l'anglès Peter Mundy (Penryn, Cornualla; 1597 – 1667) va trobar a l'illa de l'Ascenció un ocell "estrany […] que no pot ni nedar ni volar". Mundy va mostrar la seva estranyesa pel fet d´haver trobat un ocell així a un lloc tan aïllat

## Classificació
Fins fa poc el rascló de l'Ascenció havia estat classificat, juntament amb altres dos ràl·lids, dins del gènere Atlantisia (Olson 1973). El 2003 Bourne/Ashmole/Simmons el van situar dins d´un nou gènere Mundia, argumentant que els ancestres desconeguts dels tres membres de l'anterior gènere són probablement ocells diferents